# グスターヴ・ホルスト

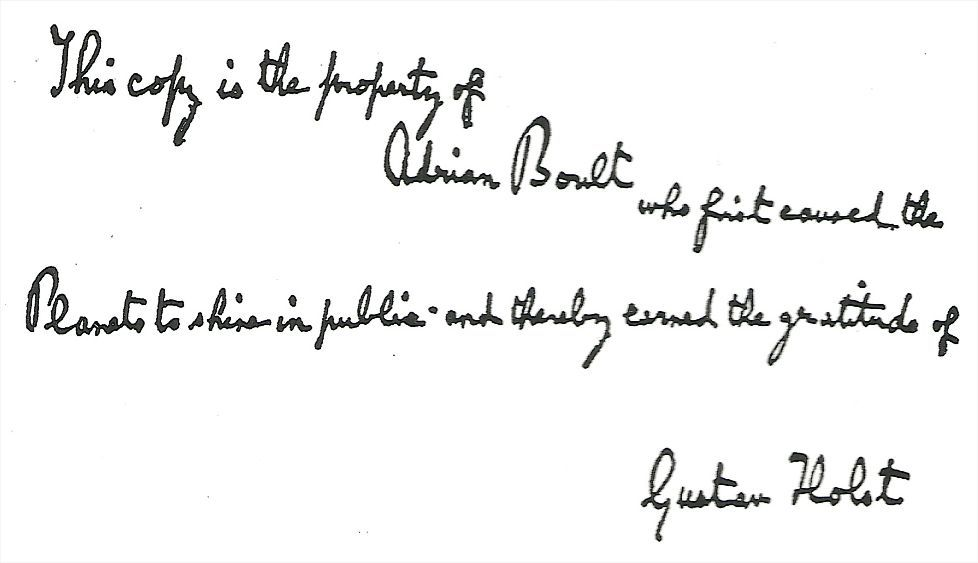
ホルストのサイン

グスターヴ・シオドア・ホルストないしグスタフ・ホルスト（Gustav Theodore Holst, [ˌɡʊstɑːv/ˌɡʌstɑːv ˈθiəˌdɔː ˈhəʊlst]/ , 1874年9月21日 - 1934年5月25日）は、イングランドの作曲家、編曲家、教育者。出生名はグスターヴァス・シオドア・フォン・ホルスト（Gustavus Theodore von Holst）。最も知られる作品は管弦楽組曲『惑星』であり、他にも様々なジャンルに数多くの楽曲を遺しているがいずれも『惑星』に並ぶ成功を収めてはいない。多くの影響を受けて成立した彼の特徴的な作曲スタイルであるが、中でも成長期のはじめに決定的な影響を与えたのはワーグナーとリヒャルト・シュトラウスの2人であった。続いて霊感の源となったのは20世紀初頭に起こったイングランドの民謡復興運動、そしてラヴェルらの台頭する同時代の作曲家たちであり、それらによってホルストは独自の様式を発展、洗練させた。
ホルストの一家は3代にわたってプロの音楽家を輩出しており、彼が同じ天職に就くであろうことは幼少期から明らかであった。音楽家であった父に幼いころから音楽を学び、10代のころからすでに作曲を試みていた。彼はピアニストになることを夢見ていたが、右腕の神経炎により叶わなかった。父は心配していたものの彼は作曲家として身を立てることを志し、王立音楽大学に入学してチャールズ・ヴィリアーズ・スタンフォードの下で学んだ。しかし作曲だけでは食べていくことが出来ず、プロとしてトロンボーンを演奏し、後には教壇にも立った。同僚のレイフ・ヴォーン・ウィリアムズによれば名教師であったらしい。教育活動としては、1907年から1924年まで音楽監督を務めたモーリー・カレッジで築き上げた強力な演奏の伝統、1905年から没する1934年まで教鞭を執ったセント・ポール女学校で開拓した女性のための音楽教育が特筆される。彼が創始したウィツァン音楽祭シリーズは、1916年から彼が没するまで続けられた。
ホルストの作品は20世紀の初頭にも頻繁に取り上げられていたが、第一次世界大戦直後に『惑星』が国際的な成功を収めてはじめてその名が広く知られるようになった。内気な人物であった彼はこの名声を快く思わず、穏やかに作曲と教職に打ち込めることを望んだ。晩年にはその妥協を許さない個性的な作曲スタイルが多くの音楽愛好家の目に禁欲的に過ぎると映るようになり、一時は高まった人気も衰えていった。にもかかわらず、彼はエドマンド・ラッブラ、マイケル・ティペット、ベンジャミン・ブリテンといった数多くの若い世代のイングランドの作曲家たちに多大な影響を与えた。『惑星』とその他ごく一部を除く彼の音楽は1980年代まで総じて無視に甘んじてきたが、以降は多くの作品の録音が入手可能となっている。

## 生涯

### 若年期

#### 家族的背景

ホルストの家系図、簡易版

ホルストはグロスタシャーのチェルトナムに生まれた。父はプロの音楽家であったアドルフ・フォン・ホルスト、母はクララ・コックス（旧姓レディアード）で、2人が授かった2児のうち上の子どもであった。母はほぼイギリス系の出自で、サイレンセスターの尊敬される弁護士の娘だった。ホルスト家側ではスウェーデン、ラトヴィア、ドイツの血が混ざりあっており、過去3代にわたり最低ひとりプロの音楽家が輩出していた。
ホルストの曾祖父のひとりであったマティアス・ホルストは、ラトヴィアのリガに生まれたドイツ系であった。彼はサンクトペテルブルクのロシア帝国の宮殿に作曲家、ハープ教師として勤めていた。マティアスの息子のグスタフスはまだ子どもであった1802年に両親と共にイングランドに移り、サロン様式の音楽の作曲家、そしてよく知られたハープの教師となった。彼は貴族であることを示す接頭辞である「von」を勝手に取って一家の名前に加えており、これによって名声が高まること、生徒にとり魅力が増すことを願った。
ホルストの父親、アドルフ・フォン・ホルストはチェルトナムのオール・セインツ教会のオルガニスト、合唱指揮者となり、ピアノを教えた他に自らもリサイタルを開催した。妻のクララはかつては彼の教え子であり、才能ある歌手でありピアニストであった。夫妻は2人の息子に恵まれた。グスターヴの弟のエミール・ゴットフリードはウェスト・エンド、ニューヨーク、ハリウッドで俳優として成功を収め、アーネスト・コッサートという名前で知られた。クララが1882年2月に他界し、一家はチェルトナム市内で別の家に移り住むと、アドルフは子どもたちの育児の助けを得るべく姉妹のニーナを呼び寄せた。グスターヴは一家に対する彼女の献身を理解しており、初期の音楽作品を数点彼女へと捧げている。1885年にアドルフはメアリー・ソーリー・ストーンと再婚、彼女も教え子のひとりであった。彼らはマサイアス（マックスとして知られた）、エヴリン（ソーリーとして知られた）という2男を儲けた。メアリーは神智学に傾倒し、家庭内の物事にあまり関心を示さなかった。アドルフの4人の息子はいずれも、ある伝記作家が述べるところの「良性のネグレクト」に晒されることになり、とりわけグスターヴは「過剰な注目や理解に悩まされることはなく、視力の弱さも胸の弱さもいずれも無視されていた - 彼は『惨めで怯えていた』。」

#### 幼年期、少年期
ホルストはピアノとヴァイオリンの演奏を教わった。ピアノは楽しめたがヴァイオリンは嫌っていた。12歳になると父の勧めでトロンボーンを吹くようになった。これには金管楽器を演奏することで彼の喘息が改善するのではないかという父の考えがあった。1886年から1891年にかけてはチェルトナム・グラマー・スクールに通った。1886年頃には作曲を開始している。トーマス・マコーリーの詩『Horatius』に霊感を受けて野心的な管弦楽と合唱のための作品に着手するも、まもなく放棄している。彼の初期作品にはピアノ曲、オルガン・ヴォランタリー、歌曲、讃美歌、交響曲（1892年）がある。この時期に主に影響を受けていたのはメンデルスゾーン、ショパン、グリーグ、そしてとりわけサリヴァンであった。
息子にピアニストとしてのキャリアを歩ませたかったアドルフは、彼を作曲から遠ざけようと試みた。ホルストは神経過敏で哀れであった。視力が弱かったにもかかわらず、彼が眼鏡の着用を必要としていることに誰も気が付かなかった。彼の健康が彼の音楽的将来性を決めるのに決定的な役割を果たした。生まれつき病弱で、喘息と弱視に加えて神経炎に苦しみ、それによってピアノの演奏が困難となった。彼は上手く動かない腕について「電気を過剰に流されたゼリーのよう」だと述べていた。
1891年に学校を卒業したホルストへアドルフが資金を出し、マートン・カレッジのオルガニストであったジョージ・フレデリック・シムスの下で対位法を学ぶべく4か月間オックスフォードで過ごした。これが終わるとすぐ、グロスターシャーのウィック・リシントンでオルガニスト兼合唱指揮者となった。これは彼が17歳にして就いた初めてのプロとしての職だった。この職にはボートン＝オン＝ザ＝ウォーター合唱協会の指揮者の役割ももたらした。仕事が増えたことへの追加報酬は得られなかったものの貴重な経験となり、彼は指揮の技術を磨くことが出来た。1891年11月、ホルストはおそらく初となるピアニストとしての公開演奏を行った。彼と父がチェルトナムの演奏会でブラームスの『ハンガリー舞曲』を演奏したのである。このイベントのプログラムにはグスターヴァス（Gustavus）ではなくグスターヴ（Gustav）と名前が記されていた。彼は幼少期には既に短い名前で呼ばれていたのである。

### 王立音楽大学
1892年、ホルストはギルバート・アンド・サリヴァンの様式でオペレッタ『Lansdown Castle, or The Sorcerer of Tewkesbury』のための音楽を書いた。楽曲は1893年にチェルトナム穀物取引所で演奏された。評判は上々で、この成功は彼に作曲を続けようという意欲をもたらした。そこでロンドンに所在する王立音楽大学の奨学金への応募を行うことになったが、同年の作曲の奨学金を獲得したのはサミュエル・コールリッジ＝テイラーであった。ホルストは助成を受けない学生として入学を許可され、アドルフは初年度の学費を賄うために100ポンドを借り入れた。ホルストは1893年5月にチェルトナムを後にロンドンへと向かい、一部には倹約のため、また一部には生来の性向により菜食主義者、禁酒家となった。2年後にようやく奨学金を認められて経済的困難は若干和らげられたものの、彼は自ら課した厳格な規律を守った。

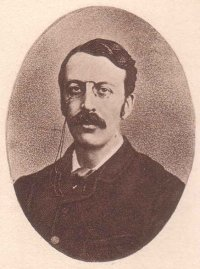
ホルストの師の1人であるチャールズ・ヴィリアーズ・スタンフォード。

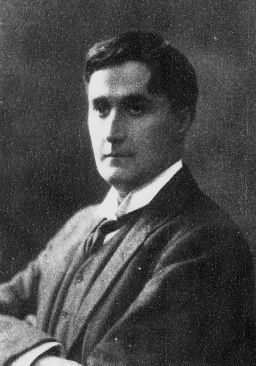
ホルストと生涯にわたる親交を結んだレイフ・ヴォーン・ウィリアムズ。

王立音楽大学でのホルストの教授陣はピアノのフレデリック・シャープ、オルガンのウィリアム・スティーヴンソン・ホイト、トロンボーンのジョージ・ケース 、楽器法のジョルジュ・ジャコビ、そして大学の学長であった歴史のヒューバート・パリーである。ウィリアム・ロックストロとフレデリック・ブリッジから導入の講義を受けた後、ホルストは念願かなってチャールズ・ヴィリアーズ・スタンフォードから作曲を学ぶことが認められた。
学業に勤しむ傍ら、ホルストは生活の足しにするために夏季には海辺の行楽地で、冬季にはロンドンの劇場でトロンボーンを演奏して収入を得ていた。彼の娘で伝記作家のイモージェン・ホルストが記録するところでは、演奏者としての収入により「彼は生活に必須な出費を賄うことが出来た。食事つきの下宿代、原稿用紙、ワーグナーの夕べにおけるコヴェント・ガーデン・オペラ・ハウスのギャラリー立見席のチケット代である」。交響楽演奏会での時おりの雇用も確保しており、1897年にはクイーンズ・ホールにおいてリヒャルト・シュトラウスの指揮で演奏している。
同時代の多くの音楽家同様、ホルストもワーグナーの呪縛に囚われた。1892年にコヴェント・ガーデンで『神々の黄昏』を聴いた際にはその音楽にひるんでいたが、友人で同窓生のフリッツ・ハートに背中を押されて持ちこたえた彼は、瞬く間に熱心なワーグナー信者となっていた。彼の音楽に与える影響の主たる部分でワーグナーはサリヴァンに取って代わり、一時期はイモージェンの述べるところの「同化に失敗した『トリスタン』の断片が、彼自身の歌曲や序曲のほとんどあらゆるページに挿入された」ような状態となった。1905年に初演された『神秘的なトランペット吹き』にはその強い影響が見出される。スタンフォードはワーグナー作品の一部を賞賛し若い頃には影響を受けていたが、ホルストによる半ワグネリアンの作品には強く反対した。「それじゃ上手くいかないよ、君。それじゃ上手くいかない。」スタンフォードを尊敬していたホルストは、同窓生のハーバート・ハウエルズに恩師のことを「我々を技術的混乱から抜け出させることのできるただひとりの人物」と評していたが、自分の成長により大きな影響を与えたのは教授陣ではなく、仲間の学生たちであったと悟ることになる。
1895年、21歳の誕生日を祝ったばかりのホルストはレイフ・ヴォーン・ウィリアムズと出会う。故郷を同じくグロスターシャーとすることもありホルストの生涯の友人となった彼は、他の誰よりもホルストの音楽に強い影響を与えることになる。スタンフォードは自身の教え子たちに自己批判的であることの重要性を説いたが、ホルストとヴォーン・ウィリアムズは互いが相手の主評論家となった。2人は互いに自らの最新作を、まだ作曲中の段階で演奏して相手に聴かせていたのである。ヴォーン・ウィリアムズは後年、次のように述べている。「アカデミーや大学における真の学びといえば、公式な教員から学ぶことよりもむしろ同窓生から学ぶことにある。（中略）太陽の下で、コントラファゴットの最低音から『日陰者ジュード』の哲学に至るまで、あらゆる題材[を我々は議論した]。」1949年には2人の関係性について書き残している。「ホルストは自らの音楽が友人のそれに影響を受けているとはっきり述べた。逆もまた真なり、である。」
1895年はヘンリー・パーセルの没後200周年でもあり、ライシアム劇場でスタンフォードが『ディドとエネアス』を指揮するなど、数々の公演が行われた。この作品はホルストに深い感銘をもたらし、20年以上が経過した後にある友人に対し、自らの「イングランドの言語の音楽的イディオム」探索は「パーセルの『ディド』で朗誦を聴いた」ことによって「無意識に」感化されているのだと告白している。同年にホルストは王立音楽院の学位を取得している。
他に影響を受けたのがウィリアム・モリスである。ヴォーン・ウィリアムズの言に依るとこうである。「ホルストは今や同郷人らとの一体感を見出し、それによって後に彼は優れた教師となった。政治的信念よりもむしろ同志であるという感覚により、ハマースミスのケルムスコット・ハウスに集った社会主義同盟に、まだ学生でありながら加盟することになった。」モリスの住居であったケルムスコット・ハウスで、ホルストはモリスやジョージ・バーナード・ショーが開催する講義に出席していた。ホルスト自身の社会主義思想は穏健なものであったが、気の置けない仲間の存在とモリスを人として敬愛していたことで集まりを楽しんでいた。彼の理想はモリスの思想に影響されていたが、重点は異なる部分に置かれていた。モリスは次のように記している。「私が少数の者への芸術を求めないのは、少数の者への教育、または少数の者への自由を求めないのと同じである。私は全ての人が両親がたまたま持っていた金銭の多寡に依るのではなく、各人の能力に従って教育を受けることを願っている。」一方、ホルストはこう述べていた。「『芸術における特権階級』 - 芸術は全体ではなく選ばれた一部の者のみのもの - しかし、その選ばれた一部を見出す方法は全員に芸術を届けること - そして芸術家たちは民衆の中にいて互いを認識できる、ある種のフリーメイソン的な信号を有している。」彼は1896年にハマースミス社会主義者合唱団に指揮者として招かれ、団員にトマス・モーリーのマドリガル、パーセルの合唱曲、モーツァルト、ワーグナー、そして自身の作品を指導した。合唱団の中に彼より2年年少で美しいソプラノの（エミリー・）イゾベル・ハリソン（1876年-1969年）がいた。ホルストは彼女へ恋に落ちるが、彼女の側は当初彼に興味を引かれていなかった。彼女を振り向かせて2人は婚約に至るが、ホルストのわずかな収入では結婚の見通しはすぐには立てられなかったのであった。

### プロの音楽家として

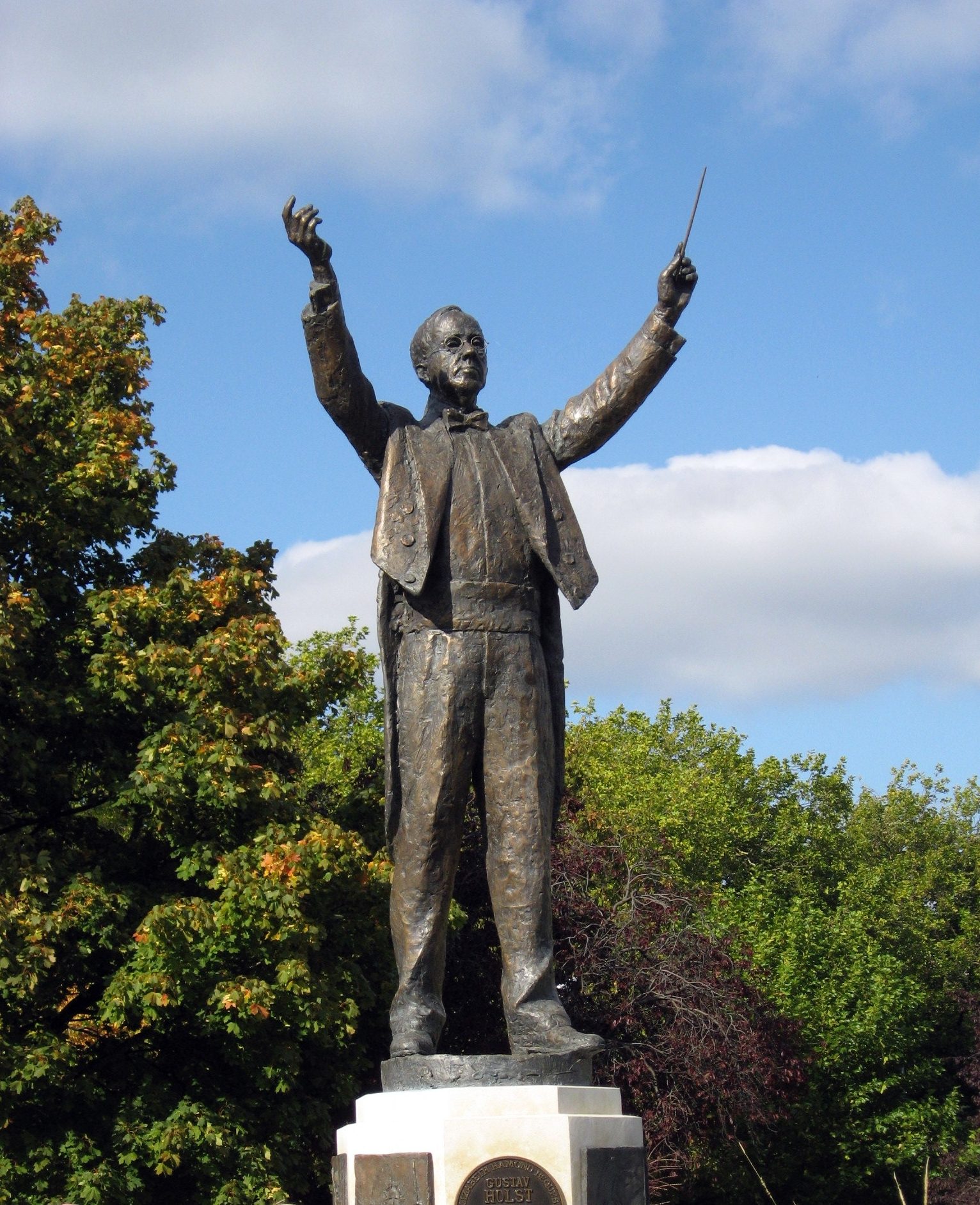
生地チェルトナムにあるホルスト像。左手に指揮棒を握っているが、右腕の神経炎に悩まされた彼がしばしば実践していた姿である。

1898年に王立音楽大学はホルストに奨学金の給付年数の延長を打診したが、彼は同校で学べることは学びつくしてしまい、曰く「実地で学ぶ」時であると感じていた。彼の作品には出版、演奏されるものも出てきていた。前年の『タイムズ』紙は彼の歌曲『Light Leaves Whisper』を賞賛してこう記している。「6声からなる適度に洗練された作品、豊富な表現と詩的感情で処理されている。」
時おりの成功に恵まれていながらも、ホルストは「人は作曲だけでは食べていけない」と悟る。彼はロンドンの様々な教会でオルガニストの職を得て、劇場オーケストラでのトロンボーン演奏を続けた。1898年にカール・ローザ・オペラ・カンパニーで首席トロンボーン奏者、そしてコレペティートルに任用され、スコティッシュ管弦楽団と共に演奏旅行を行った。技巧的というより有能な奏者ではあったが、彼はコヴェント・ガーデンでの演奏で一流の指揮者であったハンス・リヒターから称賛を得ている。ホルストの収入では食べていくのがやっとであったため、彼はスタニスラス・ワーム（Stanislas Wurm）が指揮する「ホワイト・ウィーン・バンド」というポピュラー・オーケストラで演奏を行い収入の足しにした。また、この頃には声楽教師の職にも就いている。
ホルストはワームのために演奏することに楽しみを見出し、奏者からルバートを引き出す術を彼に学んだ。しかし、作曲に時間を充てることを望んでいたホルストは、「ザ・ワーム」（the Worm）や他のライト・オーケストラで演奏せねばならないことを「不快で煩わしい時間の浪費」と看做していた。ヴォーン・ウィリアムズはこの件に関して、友人の意見に全面的に同意していたわけではない。彼は「くだらない」音楽もあることを認めつつ、それでもなおホルストにとっては有用であると考えていた。「まず第一に、トロンボーン奏者が耐えねばならない状況は、最悪でも教会オルガニストの我慢に比べれば何でもないかの如くである。そして第二に、ホルストは何より管弦楽の作曲家であり、彼の管弦楽書法を際立たせる確かな筆致は彼自身がオーケストラの奏者であるという事実によるところが大きい。彼は技法と実質的な部分で、教科書や理論から間接的にではなく、実際の演奏経験から自らの芸術を身に着けているのである。」
控えめながらも収入が安定し、ホルストは1901年にイゾベルと結婚することが出来た。1901年6月22日にフラム登記所での挙式となった。2人は生涯連れ添った。子どもはひとりで、1907年に生まれたイモージェンである。1902年4月24日にダン・ゴドフリーとボーンマス市立管弦楽団がホルストの交響曲『コッツウォルズ』（作品8）を初演した。この作品の第2楽章は、ホルストが作曲に着手する3年前の1896年10月にこの世を去ったウィリアム・モリスを追悼する哀歌となっている。1903年には父のアドルフ・フォン・ホルストが他界し、わずかながら財産を遺した。イモージェンが後に記したところでは、ホルスト夫妻は「常に困窮していたために、唯一すべきことはそれをドイツでの休暇で一気に使い果たしてしまう」決意だったのだそうである。

### 作曲家、教師として

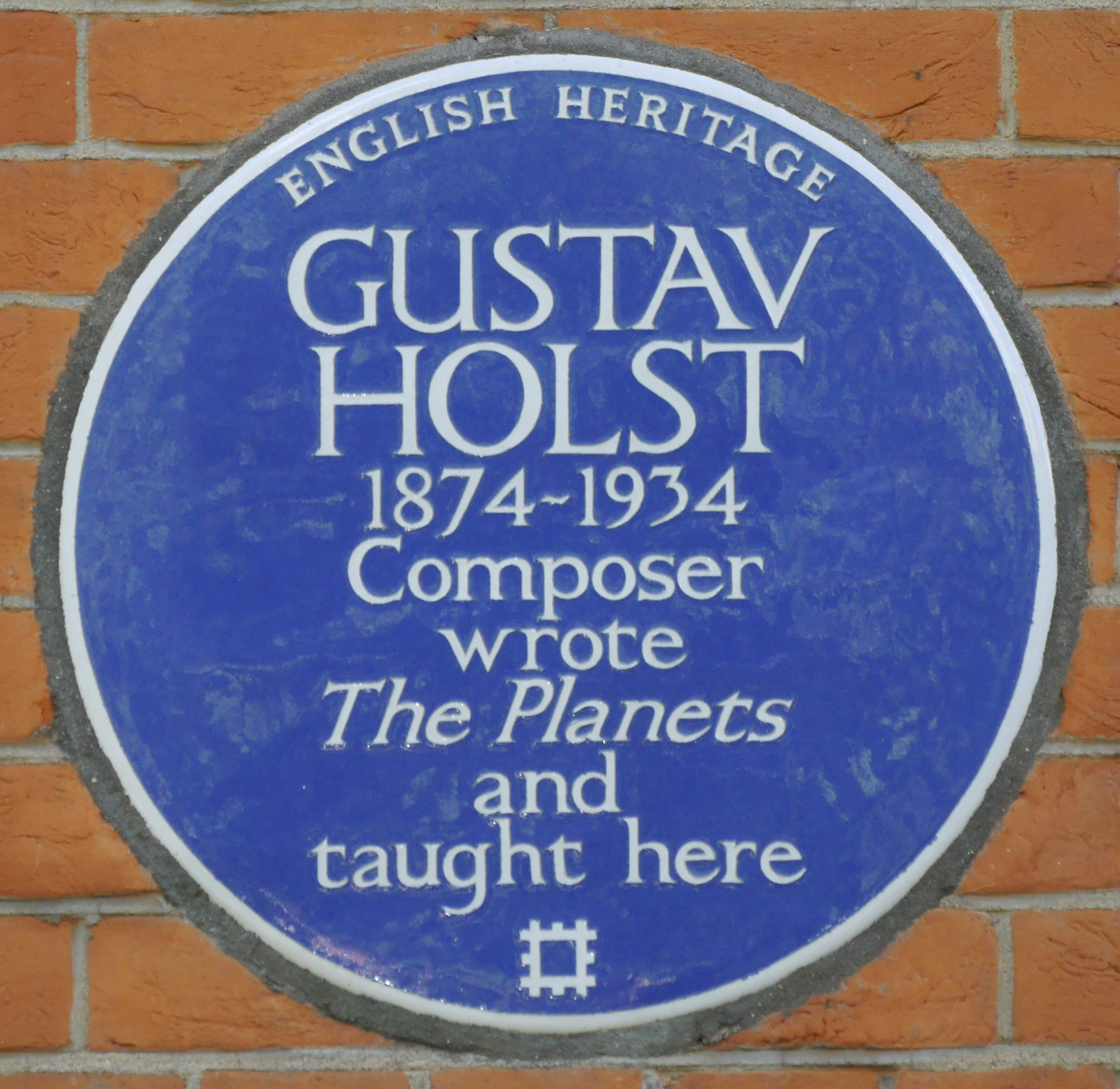
ロンドンのセント・ポール女学校に掲げられたブルー・プラーク。

ドイツ滞在中、自らの職業人生について再考したホルストは、1903年にオーケストラで演奏することを止めにして、作曲へと集中することを決意した。作曲家としての収入では生活することが出来ず、2年後にダリッチのジェームズ・アレン女学校（英語版）の教員ポストの提示を受諾、1921年まで教壇に立った。また、パスモア・エドワーズ・セトルメントでも教え、バッハのカンタータを2作品イギリス初演するなど革新を行った。彼の教員としての経歴で有名なのは、1905年から没するまで務めたハマースミスのセント・ポール女学校の音楽監督、そして1907年から1924年にかけてのモーリー・カレッジでの音楽監督であろう。
ヴォーン・ウィリアムズは前者の学校について次のように記している。「同校での彼は女子学生が好むと思われるような幼稚な感傷性を排し、代わりにバッハやヴィットリアを据えた。未成熟な知性にとって優れた基礎となるものだ。」セント・ポール女学校でのホルストの教え子には傑出したキャリアを歩むものも現れた。ソプラノのジョアン・クロス、オーボエとコーラングレの奏者であるヘレン・ガスケルなどである。
モーリー・カレッジにおけるホルストの影響について、ヴォーン・ウィリアムズはこう書いている。「悪しき慣習は破壊されなければならなかった。結果ははじめこそがっかりするようなものであったが、まもなく新たな精神が立ち現れ、モーリー・カレッジの音楽はそこから生まれ出た『ウィツァンタイド音楽祭』と共に（中略）無視できない力となった。」ホルスト着任前のモーリー・カレッジは、音楽をあまり真剣に扱っておらず（ヴォーン・ウィリアムズの言う「悪しき慣習」）、当初はホルストの厳しい要求に多くの学生が離れていった。彼は耐え忍び、次第に音楽愛好者に特化した講座を作り上げていったのである。

1920年代初頭にホルストの下で学んだ作曲家のエドマンド・ラッブラによると、ホルストは「講義に来るときに、プラウトやステイナーに学ぶのではなく、『ペトルーシュカ』や当時出版されたばかりだったヴォーン・ウィリアムズのミサ曲 ト短調のミニチュア・スコアに重点を置くことの多い教師」だったという。彼は作曲の生徒に決して自らの思想を押し付けようとはしなかった。学生が躓く個所を見抜き、本人が解決策を見出すよう優しく導くのだと、ラッブラは回想している。「ホルスト先生が私が書いたものにただの一音たりとも自らの音符を付け足したという記憶はない。そうではなく、彼は - 私が賛成した場合には! - これこれのフレーズがあったとして、これこれの経過を辿るのであればこちらの方がいいかもしれませんね、と提案してくれるのだ。もしこれを私が解しなかった場合には、そのポイントが強く主張されることはなかった。（中略）先生は本質的でないものを嫌悪[するが故に]取り除くことが多くあった。」
作曲家としてのホルストはたびたび文学から霊感を得ていた。トーマス・ハーディやロバート・ブリッジズの詩句に曲を付したほか、ウォルト・ホイットマンの影響は特に大きく、『Dirge for Two Veterans』や『The Mystic Trumpeter』（1904年）で彼の言葉を楽曲に仕立てた。1899年には管弦楽のための『ウォルト・ホイットマン序曲』も書いている。カール・ローザ・カンパニーに帯同してツアーをしていた際、ホルストはフリードリヒ・マックス・ミュラーの著書を数冊読み、それがきっかけとなってサンスクリット語のテクスト、特にリグ・ヴェーダの賛歌に強い関心を抱くようになった。当時存在した英語版のテクストには説得力がないと感じた彼は、言語学者としての技量がないにもかかわらず自作の翻訳を作成する決意をした。そこで言語学を学ぶため、1909年にユニヴァーシティ・カレッジ・ロンドンへ入学することになった。
イモージェン・ホルストは父の翻訳を次のように評する。「父は詩人ではなく、彼の韻文は時おり未熟と思われることがある。しかし、彼は『明瞭かつ威厳ある』言葉、そして『聴衆を別世界へ誘う』ような言葉選びを自らに課しており、決して曖昧であったりだらしなく聞こえることはないのである。」サンスクリット語の翻訳へ音楽を付したものとしては、『ラーマーヤナ』のある逸話を基にした3幕のオペラ『シーター』（1899年-1906年、彼は最終的にこの作品をミラノの音楽出版社であるリコルディが主催した英語オペラコンクールに出品している）、『マハーバーラタ』の一説に基づく室内オペラである『サーヴィトリ』（1908年）、4集からなる『リグ・ヴェーダからの賛歌』（1908年-1914年）、『カーリダーサ』からの2つのテクスト『2つの東洋画』（1909年-1910年）と『雲の使者』（1913年）がある。
19世紀の終わりが近づくにつれ、イギリスの音楽界では自国の民謡に新たな関心が沸き起こっていた。サリヴァンやエルガーなどの一部の作曲家は無関心なままであったが、パリー、スタンフォード、ステイナー、アレグザンダー・マッケンジーによって民謡協会が創設されていた。パリーはイングランドの民謡を取り戻すことにより、イングランドの作曲家は正統な国の声を見出すことになると考えていた。彼はこう述べている。「真の民謡には見せかけも、飾り立てた煌びやかさも、下品さもない。」ヴォーン・ウィリアムズは早くから熱心に運動へと転向し、イングランドの田舎をまわって民謡の収集と筆記を行っていた。こうしたことはホルストにも影響を及ぼす。友人に比べるとこの主題に熱心ではなかったものの、彼も自作に多数の民謡の旋律を取り入れ、他者が収集した民謡の編曲も複数手掛けた。『サマーセット狂詩曲』（1906年-1907年）は民謡収集家のセシル・シャープの提案で書かれ、シャープが書き留めた旋律が用いられている。ホルストは1910年にクイーンズ・ホールで行われた同曲の初演について「私の初めての真の成功」と表現している。数年後、ホルストは別の音楽復興 - イングランドのマドリガル作曲家の再発見 - に興奮していた。トマス・ウィールクスがテューダー朝の作曲家の中で彼の一番のお気に入りであったが、ウィリアム・バード、ヘンリー・パーセルも彼にとって非常に重要であった。

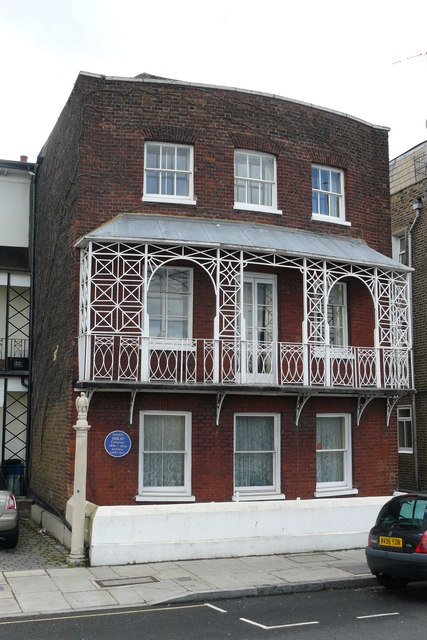
ホルストが1908年から1913年まで暮らしたバーンズの家。記念のブルー・プラークが正面に取り付けられている。

ホルスとは熱心なハイカーだった。彼はイングランド、イタリア、フランス、アルジェリアを広く歩いて回った。1908年には、喘息及びオペラ『シーター』がリコルディの賞を逃して以降患っていた鬱の治療として、医者の助言を受けてアルジェリアへと旅に出ている。この旅で霊感を得て組曲『ベニ・モラ』が生まれており、アルジェリアの街路で彼が耳にした音楽が盛り込まれている。ヴォーン・ウィリアムズはこの異国風の作品について次のように記す。「もしこの作品がロンドンでなくパリで演奏されるとしたら、作曲者にはヨーロッパ中に轟く名声をもたらしていただろうし、イタリアで演奏されるとしたら恐らく暴動が起こっていただろう。」

### 1910年代
1911年、ホルストはモーリー・カレッジの教え子たちと共に17世紀以来初めてとなるパーセルの『妖精の女王』の演奏を行った。総譜は1695年のパーセルの死後まもなく失われていたが、その頃に再発見されたばかりであった。28人のモーリー・カレッジの学生が声楽譜と管弦楽譜の写譜を完全な形で作成した。音楽は1500ページにも及び、学生たちが余暇時間に写しを取る作業にはおよそ18か月もかかった。演奏会形式での公演がオールド・ヴィック・シアターで行われ、演奏に先立ちヴォーン・ウィリアムズが導入のための講話を行った。『タイムズ』紙はホルストと彼の仲間に対し「この非常に重要な作品の最も興味深く芸術的な公演」であったと賛辞を贈った。
この成功がありはしたものの、翌年には合唱作品『雲の使者』の評判が生ぬるいものに終わり、この作品に自信を持っていたホルストはひどく意気消沈した。『ベニ・モラ』の評判も芳しくなく、ふさぎ込んでいた彼は一緒に来ないかというヘンリー・バルフォア・ガーディナーの誘い、そしてスペインにいたクリフォードとアーノルド・バックス兄弟の誘いを受ける形で再び旅に出た。この休暇の間にクリフォード・バックスがホルストへ占星術を紹介しており、ここでの興味が後に組曲『惑星』の着想へと繋がっていく。ホルストは友人のホロスコープを生涯操り続け、占星術が彼にとって「ペット代わり」だと述べていた。
1913年にセント・ポール女学校に新しい建屋が落成、ホルストはこれを記念して『セントポール組曲』を作曲した。この新しい校舎には立派な設備を擁した防音室が備えられており、彼はそこで邪魔を気にすることなく仕事ができるようになった。ホルストは家族を連れて学校のすぐそばのブルック・グリーンへ引っ越してきていた。それまでの6年間はテムズ川を望むバーンズの小綺麗な家に住んでいたのだが、霧が立ち込めがちな川面の空気が彼の呼吸に障っていたのだった。週末と学校休暇中に使用するため、ホルスト夫妻はエセックスのサクステッドにコテージを購入、中世の建物に囲まれ好きなだけ散歩に興じることのできる物件であった。1917年にこの町の中心部へ移った彼らは、1925年までその地で暮らした。

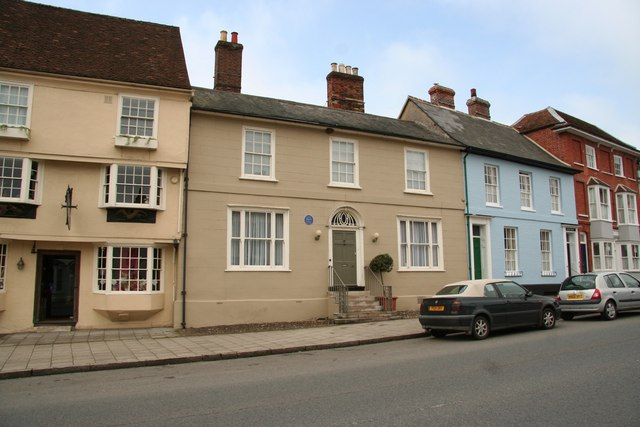
ホルストが1917年から1925年まで暮らしたサクステッドのザ・マンス。

ホルストはサクステッドで「赤い司祭」（Red Vicar）として知られたコンラッド・ノエル師と近づきになった。ノエルは独立労働党の支援者で、保守的な世論には不人気な多数の運動を支持していた。また、ノエルは教会での祝典の一環としての民俗舞踊と行進の復興を唱えており、この改革は伝統を重んじる教会通いの人々の間で議論を巻き起こした。ホルストはサクステッド教区教会で時おりオルガニストと合唱指揮者を務めた。また鐘を鳴らすことにも興味を持つようになった。彼は1916年に年1回の音楽祭をウツィアンタイドで開始、そこではモーリー・カレッジとセント・ポール女学校の学生たちが地元からの参加者と共に演奏を行った。
ホルストはノエルが太古の宗教の始まりに関心を抱いていることを知り、ア・カペラのキャロル「This Have I Done for My True Love」を彼に献呈した（ホルストはこの作品を常に「舞踏の日」と表現していた）。初演は1918年5月にサクステッドにおいて、第3回ウィツァン音楽祭の中で初演された。確固たる十月革命の支持者となるノエルは、この音楽祭の場で教会活動に参加する者はより大きく政治への参画をせねばならないと礼拝の土曜の言葉のなかで要求した。彼はホルストの教え子の一部（暗にセント・ポール女学校の学生を指している）を単なる「キャンプ・フォロワー」だと主張して反感を買った。教え子が教会関係の対立に巻き込まれることを懸念したホルストは、ウィツァン音楽祭をダリッチへと移した。一方で彼自身はサクステッドの合唱団への援助を続け、ときには教会のオルガンの演奏も行った。

### 第一次世界大戦
第一次世界大戦の開戦時に従軍を志願したホルストであったが、軍役には不適格であるとして認められなかった。彼は戦争に貢献できないことに挫折を感じていた。彼の妻はボランティアの救急車運転手となり、ホルストの弟のエミールとヴォーン・ウィリアムズは兵役でフランスへ出兵、友人の作曲家であったジョージ・バターワースとセシル・コールズは戦死していたのである。ホルストは教職と作曲を継続する。彼は『惑星』の筆を進め、室内オペラ『サーヴィトリ』の上演準備を行った。オペラの初演は1916年12月に、セント・ジョンズ・ウッドにあるウェリントン・ホールにおいてロンドン・オペラ学校の学生によって行われた。この時には、同作品は何ら主要紙の関心を引くことはできなかったが、5年後にプロによって上演された際には「完璧な小傑作」との言葉に迎えられている。1917年に作曲した管弦楽と合唱のための『イエス賛歌』は終戦まで演奏されないままとなった。
大戦が終結に近づいた1918年、ついにホルストに従軍の機会を与える仕事の見通しが生まれた。キリスト教青年会（YMCA）の教育部、音楽課が、動員解除を待ってヨーロッパで駐留中のイギリス兵とともに働くことができるボランティアを必要としていたのである。モーリー・カレッジとセント・ポール女学校は彼に数年の離職期間提供を申し出たが、まだ障害が残されていた。YMCA側が彼の苗字があまりにもドイツ的であり、今回の役割には受け入れられないと考えたのである。これを受けて、ホルストは1918年に平型捺印証書によって「フォン・ホルスト」（von Holst）から「ホルスト」へ正式に改称することになった。果たして彼はサロニカを拠点とするYMCAの近東音楽総括に任用されたのであった。

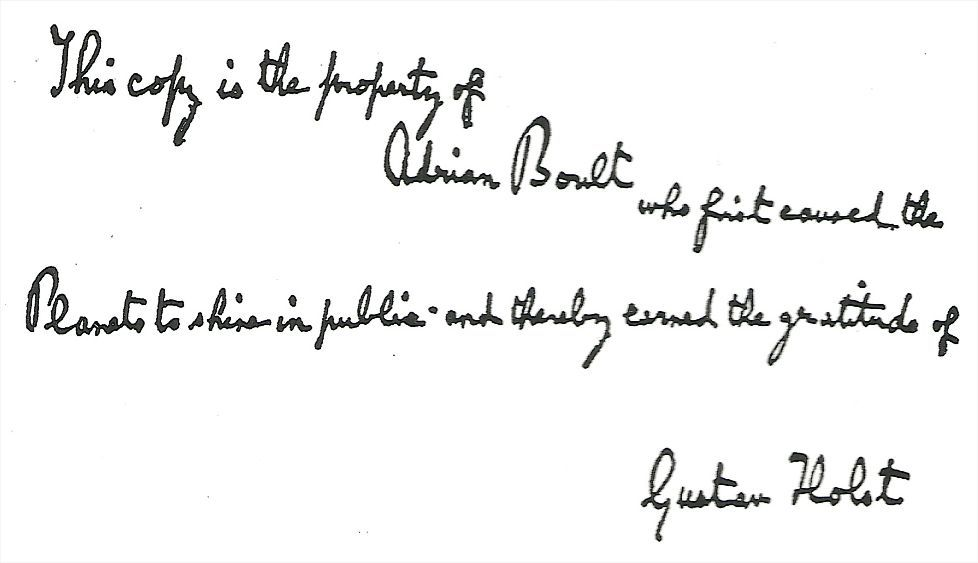
『惑星』の総譜に記されたエイドリアン・ボールトへの献辞。「この写譜は惑星をはじめて公に輝かせ、それによってグスターヴ・ホルストの感謝を得たエイドリアン・ボールトの資産である。」

ホルストは壮大な見送りを受けた。指揮者のエイドリアン・ボールトは次のように述懐している。「休戦直前に、グスターヴ・ホルストが私のオフィスに飛び込んできた。『エイドリアン、YMCAがもうすぐ私をサロニカへ送るのだが、バルフォア・ガーディナー、彼の心遣いに感謝することに、彼が日曜の午前を丸々使ってクイーンズ・ホール、クイーンズ・ホール管弦楽団による餞別を私にくれたんだ。だから私たちは《惑星》をやることにする、君が指揮をすることになるんだ。』」期限内に準備を整えるために、すべきことが大量に発生した。セント・ポール女学校の学生たちは管弦楽パート譜の写しを手伝い、モーリー・カレッジの女子学生とセント・ポール女学校の学生は終曲にある合唱パートを練習したのである。
9月29日の演奏にはヘンリー・ウッドをはじめとして、ロンドンのプロの音楽家の大半が招待客として招かれた。5か月後、ホルストがギリシャでの従軍中の1919年2月の演奏会において、ボールトは『惑星』を一般聴衆に向けて紹介した。ホルストは彼に宛てて助言を書き連ねた長い手紙を送っているが、組曲は全曲演奏せねばならないという考えは彼を納得させるに至らなかった。ボールトはこのような急進的な新作を初めて聞く聴衆全員が許容できるのは30分程度までであると考え、この時は全7曲のうち5曲しか演奏しなかった。
ホルストはサロニカでの任務を楽しんでおり、同地から赴くことが出来たアテネでは強い感銘を受けている。彼の音楽上の職務は多岐にわたっており、ときには地元の管弦楽団でヴァイオリンを演奏しなければならないことすらあった。「それは大層楽しかったが、自分があまり役に立たなかったのではないかと懸念している。」彼は1919年6月にイングランドへ帰国した。

### 戦後
ギリシャからの帰国後まもなく、ホルストは教職と作曲に戻った。彼はこれまで担っていた仕事に加えて、レディング大学での作曲の講義を受け持ち、さらに母校の王立音楽大学で作曲を教えるヴォーン・ウィリアムズに加わるようになった。同校でエイドリアン・ボールトが担当していた指揮の講座に触発される形で、彼は女性のための音楽教育をさらに開拓しようと、セント・ポール女学校のハイ・ミストレスに対してボールトを招聘して講義を持たせなければならないと進言を行った。「セント・ポールの生徒たちが世界で唯一の女性指揮者となったら栄誉なことですよ!」ホルストはセント・ポール女学校の防音室でホイットマンの詩を用いて『死への頌歌』を作曲した。多くの者がこの作品をホルストの最も美しい合唱作品だと考えている、というのはヴォーン・ウィリアムズの言である。

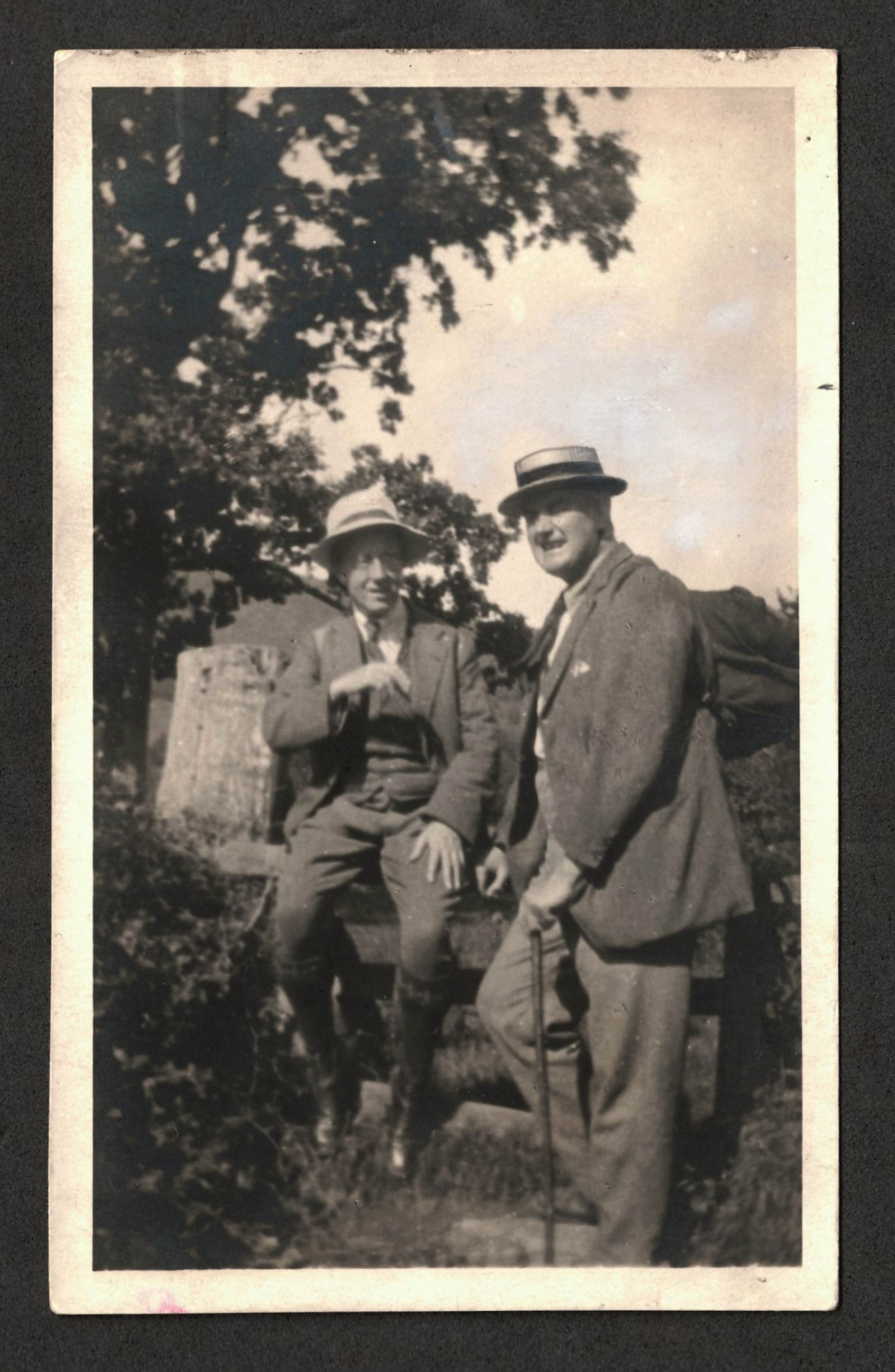
1921年、モルヴァン丘陵にて散策を楽しむホルスト（左）とヴォーン・ウィリアムズ。

40代に差し掛かったホルストは、突如として引っ張りだことなっていた。『惑星』の米国初演をどちらが行うかでニューヨーク・フィルハーモニックとシカゴ交響楽団が争っていた。この作品の成功に続いて1920年には『イエス賛歌』が熱狂を巻き起こしており、『オブザーバー』紙は「ここ数年で聞かれた管弦楽と合唱で表現される作品の中でも、屈指の華麗さ、屈指の誠実さを有する」と評した。『タイムズ』紙は同作を「疑いなく、この何年もの間に我が国において生み出された中で最も際立った独自性を持つ合唱作品」と表現している。
本人が驚き狼狽えたことに、ホルストは有名になってきていた。有名人になるということは彼の気質には全く合わないことだった。音楽学者のバイロン・アダムズは次のように述べる。「けばけばしい宣伝、大衆の無理解、そしてこの成功を望まない態度により彼に対して生まれた専門家の嫉妬の織り成す網から解放されんとして、彼は生涯奮闘したのであった。」彼は栄典や褒賞の申し出を辞退し、インタビューを受けることやサインに応じることをしなかった。
コミック・オペラ『どこまでも馬鹿な男』（1923年）は広く『パルジファル』の風刺であると看做されたが、ホルストはこれを断固として否定した。この作品は主役のソプラノにマギー・テイトを据え、ユージン・グーセンスの指揮でロイヤル・オペラ・ハウスで初演されて熱狂的な評価を受けた。1923年にレディングで行われた演奏会において、ホルストは足を滑らせて転倒、脳震盪を起こした。経過は良好とみられ、ミシガン大学での講義と指揮のために渡米の招待を受けられると考えるまでとなった。帰国後の彼はこれまで以上に多忙となっており、指揮をし、出版のための過去作品の準備をし、そして以前のように教壇に立った。これらの職務によって引き起こされた負担は彼には過大であった。医師の指示により彼は1924年中の全ての仕事をキャンセルし、タスクテッドで静養に入った。1925年にセント・ポール女学校には復職を遂げたが、それ以外のどのポストにも戻ることが出来なかった。

### 晩年

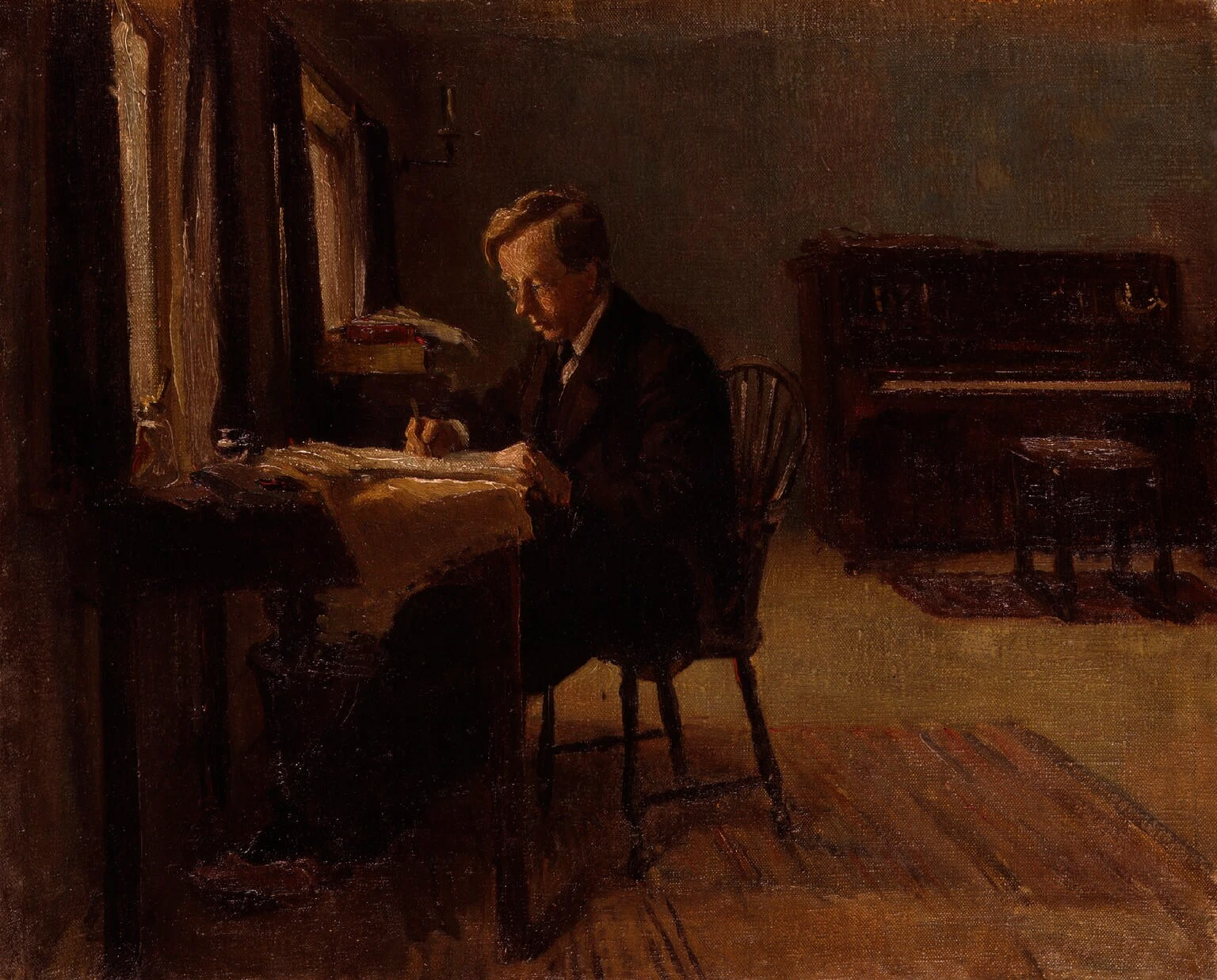
ミリセント・ライル・ウッドフォード（Millicent Lisle Woodforde, 1880 - 1923）によるホルストの肖像画

他の職務から解放されたことにより、ホルストの作曲家としての生産性はたちまち向上した。この時期の作品にはジョン・キーツのテクストを用いた『合唱交響曲』がある（ジョージ・メレディスのテクストによる『合唱交響曲第2番』は断片しか残されていない）。シェイクスピアによる短いオペラ『猪の頭』、これに続く1928年の金管バンドのための『ムーアサイド組曲』のいずれも、大衆への訴求は持ち合わせていなかった。
1927年、ホルストはニューヨーク交響楽団から新作交響曲の委嘱を受けた。彼は交響曲ではなく、ハーディが呼ぶところのウェセックスに霊感を受けた管弦楽曲『エグドン・ヒース』を書き上げた。この作品は1928年2月に初演を迎えたが、前月にハーディがこの世を去っており追悼コンサートとなった。ホルスト作品であれば何でも絶賛してきた大衆の一時的な熱狂は翳りをみせており、ニューヨークにおける本作の評判は芳しくなかった。『ニューヨーク・タイムズ』紙のオーリン・ダウンズは「新作は長たらしく特徴なく思える」と述べている。アメリカ初演の翌日、ホルストは自らバーミンガム市管弦楽団を指揮してイギリス初演を行った。『タイムズ』紙は曲が暗いながらも、それがハーディの厭世観に適合していると認めている。「『エグドン・ヒース』は人気を博すことはないだろうが、本人が好むと好まざるとにかかわらずこの作品は作曲者が述べたいことを伝えており、真実とは義務の一側面なのである。」ホルストは過去の作品に対して向けられた敵意のある評価を苦痛に感じていたが、『エグドン・ヒース』への批判的意見には無関心だった。アダムズはこの作品を「最も完璧に実現された楽曲」と評した。
最晩年のホルストは『合唱幻想曲』（1930年）を作曲し、BBCから軍楽バンドのための作品の委嘱を受けた。この委嘱によって生まれたのが、人生の多くの時間を過ごした土地に寄せられた前奏曲とスケルツォ『ハマースミス』である。作曲家で評論家のコリン・マシューズは、この作品は「『エグドン・ヒース』のように妥協をすることなく、イモージェン・ホルストの言葉に依るならば『人でごったがえすロンドンのただ中にいて（中略）彼がエグドン・ヒースの孤独の中に見出したのと同じ静寂』を発見している」と考えている。不幸にも本作が初演された演奏会ではウォルトンの『ベルシャザールの饗宴』のロンドン初演も呼び物となっており、それによって本作は幾分陰に隠れてしまうことになった。この初演はホルスト自身が指揮する予定であったが病気のために代役が立てられた。以降、作品は1954年の蘇演まで忘却に甘んじることになる。
ホルストはイギリスの映画『鐘』（1931年）のための音楽を書き、群衆のシーンにはエキストラ出演も果たして満悦であった。この映画は映像も音楽も散逸してしまっている。彼は「ジャズバンド曲」を作曲しており、イモージェンが後に管弦楽のための『カプリチオ』に編曲した。生涯を通じてオペラを作曲し、大小さまざまな成功を手にしてきたホルストであったが、最後のオペラ『放浪学者』では、マシューが述べるところの「省力的、直截的に書くという、彼の迂遠なユーモアセンスにとって正しい手段」を見出している。このオペラは1934年に初演されるもホルストは出席できず、その後はブリテンが1951年に復活上演するまで取り上げられることはなかった。

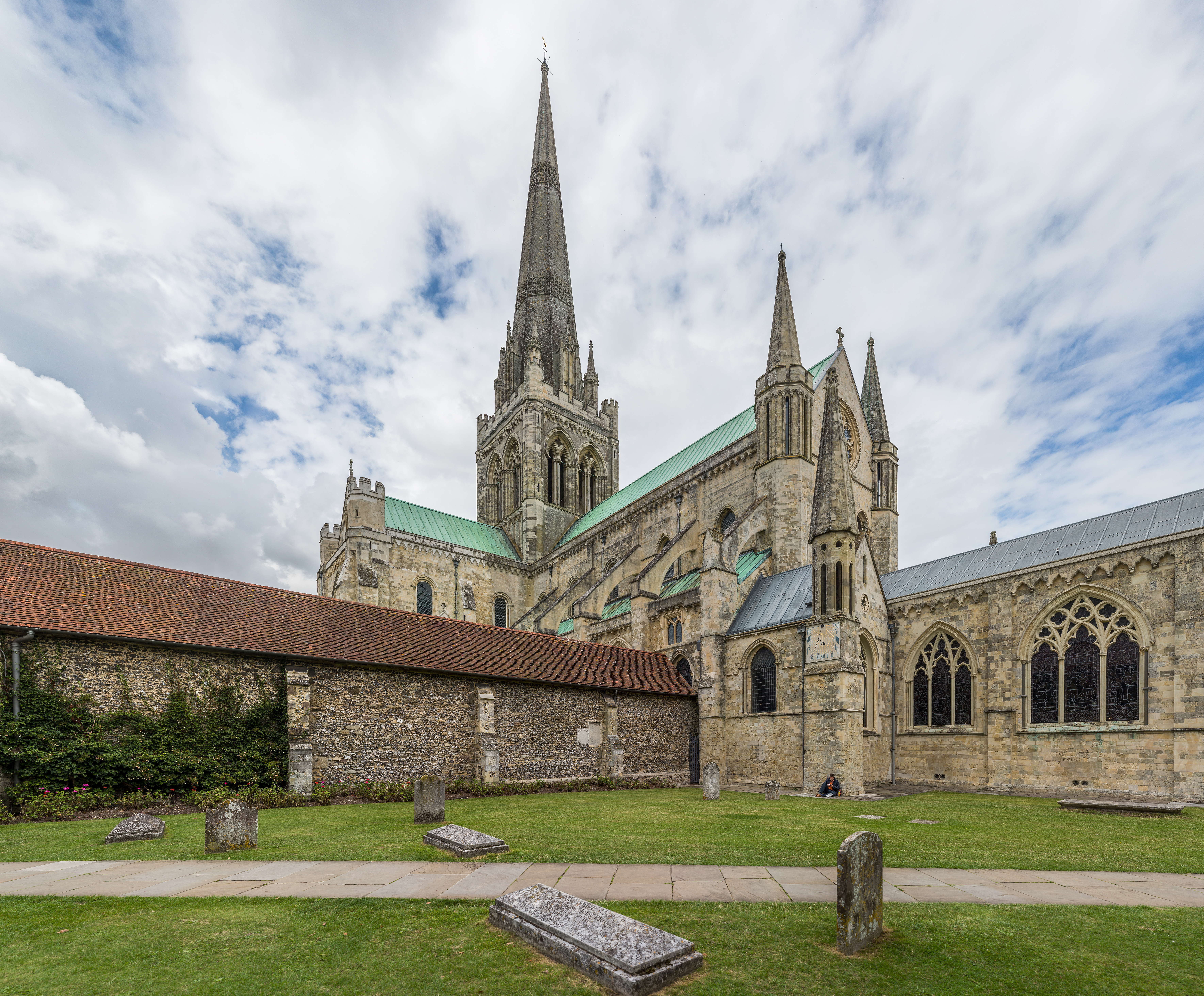
ホルストが眠るチチェスター大聖堂。

1932年、ハーバード大学は6か月の間ホルストに講師の地位を与えた。ニューヨークに到着した彼は、弟のエミールとの再会を喜んだ。エミールはアーネスト・コッサートという芸名でブロードウェイで俳優のキャリアを歩んでいた。一方、ホルストは絶え間なく報道記者や写真家からの注目を浴びて落胆していた。ハーバードでの時間を楽しみはしたものの、同校在任中に病を患った。病名は消化性潰瘍で、数週間の療養が必要だった。イングランドに帰国すると、弟を迎えてしばしコッツウォルズでの休暇を共に過ごした。健康状態は衰えていき、以降の音楽活動からは身を引くことになる。最晩年の仕事のひとつに、セント・ポール女学校の若手奏者の手引きとするため1934年3月に作曲した『ブルック・グリーン組曲』がある。
潰瘍の手術後に見舞われた心不全により、ホルストは1934年5月25日にロンドンで59年の生涯を閉じた。遺灰はサセックスのチチェスター大聖堂で、彼が好んだテューダー朝の作曲家であるトマス・ウィールクスの記念碑近くに埋葬された。葬儀では司教のジョージ・ベルが追悼演説を行い、ヴォーン・ウィリアムズが指揮を行ってホルストの自身の音楽を演奏した。

## 音楽

### 様式
ホルストは旋律の感覚のみならず、その簡素さや表現の省力化という点でも民謡を我がものとしており、これによって同時代の多くの人々、彼のファンですらも厳格で知的だと考えるスタイルが確立されていった。これは『惑星』とホルストと同一視する世間の見方とは反対であり、マシューズは『惑星』のせいで真の独自性を有する作曲である彼の威信が覆い隠されてしまっていると考えている。音楽が冷たいという非難に対し、イモージェンはホルストに特有の「下降する低音の歩みの上で安心させるように動く、荒れ狂う旋法旋律」を引き合いに出し、対するマイケル・ケネディは1929年のハンバート・ウルフのテクストによる12の歌曲、また1930年から1931年の無伴奏合唱のための12のウェールズの民謡を真の温かみのある作品であると指摘する。
ホルストは数多くの特色を活用した。一般的でない拍子、上昇・下降するスケール、オスティナート、複調、時おり現れる多調であり、これらによって彼はイングランドの作曲家の中でも目立った存在となっている。ホルストは常に音楽の中で自らの言いたいことを直截的かつ簡潔に言っていた、ヴォーン・ウィリアムズは述べている。「彼はその時に必要とされるのであれば赤裸々であることを恐れず、よそよそしくすることで目的が表現されるのあれば他人行儀であることを躊躇しない。」ホルストが省力化されたスタイルを用いたのは、彼の優れない健康状態が一因だったのではないかとケネディは推測している。「紙に書きつけるという努力は芸術的な省力化を強いるわけであるが、それをやり過ぎだと感じるものもいる。」しかし、経験豊かな器楽奏者、オーケストラメンバーであったホルストは演奏者の視点から楽曲を理解し、各パートはいかに難しいものとなろうと必ず常に演奏可能となるようにした。弟子のジェーン・ジョゼフによると、ホルストが演奏の中で育んだのは「実践的な僚友関係の精神であった。（中略）プロの奏者にとって起こりえる退屈、そして退屈することを不可能にする音楽を彼は誰よりも知っていた。」

### 初期作品
ホルストは学生時代とその後すぐの時期に大量の作品、特に歌曲を作曲していたが、1904年に以前に書かれた楽曲のほぼ全ては独創性に欠ける「初期の愚作群」であると彼自身が後年分類している。しかし、作曲家で評論家のコリン・マシューズはこうした習作の中にも「直感的な管弦楽のセンスの良さ」を認めている。この時期の作品としてある程度の独創性を持つものとして、マシューズは1894年の弦楽三重奏曲ト短調（1974年まで演奏されないままだった）を取り上げ、ホルストによる初めての模倣でない作品であると述べる。マシューズとイモージェン・ホルストはいずれも、交響曲『コッツウォルズ』（1899年-1900年）の「エレジー」楽章を習作作品のうちで完成度の高い楽曲であると指摘しており、さらにイモージェンは1899年の『バレエ組曲』と1900年の『アヴェ・マリア』に父の真の顔をおぼろげに感じ取っている。彼女とマシューズはウィットマンの韻文を用いた歌曲『神秘的なトランペット吹き』（1904年）において、ホルストが彼自身の声を見出したのだと主張する。同作では『惑星』の「火星」を特徴づけるトランペットの響きが、ほのかに予感されるところがある。この作品においては、ホルストは2つの調性を同時に奏でる複調技法をはじめて用いている。

### 実験期
マシューズによると、20世紀のはじめごろのホルストはシェーンベルクを追って後期ロマン派へ入っていこうとしているかのように見えるという。ところが、ホルストも後に自覚したように、パーセルの『ディドとエネアス』との出会いによって「イングランドの言語の音楽イディオム」の探索へ駆り立てられ、20世紀の最初の10年ほどでは民謡の復興が触媒となって、ホルストはその他のものにも霊感の源を求めていくことになる。

#### インド期
当時の多くの人物がインド神話に関心を抱いており、1895年ごろからのホルストの興味はオペラ『シーター』（1901年-1906年）ではじめて露わになる。長きにわたったこのオペラの製作期間中には、ホルストは他にもインドを主題とした作品に取り組んだ。ヴァイオリンとピアノのための『Maya』（1901年）が例として挙げられるが、この作品については作曲者自身も作家のレイモンド・ヘッドも「味気ないサロン向け作品で、その音楽語法は危険なほどスティーヴン・アダムズに似通っている」と看做した。その後、ホルストはヴォーン・ウィリアムズを介してラヴェルを見出し、その音楽を賞賛するようになる。彼はラヴェルが「純粋さの模範」であり、その程度については彼が大いに称賛していたハイドンと同程度であると考えていた。
ラヴェル、ヒンドゥー教の心霊主義、イングランドの民謡の影響が合わさることで、かつて心酔したワーグナーとリヒャルト・シュトラウスの影響を超えてホルストは彼独自のスタイルを形作ることができるようになった。イモージェン・ホルストは「人はワーグナーが新たなものへと導いてくれるまで、彼に従わねばならない」というホルストの自説（ヴォーン・ウィリアムズに書き送られたもの）を認識していた。彼女はホルストのグランド・オペラ『シーター』が「古き良きワーグナー風の喚き」ではあるが「終盤に向かって音楽に変化が生じ、地球の声を表す影の合唱の美しく穏やかなフレーズは、ホルストの独自の語法に依拠している」と記している。

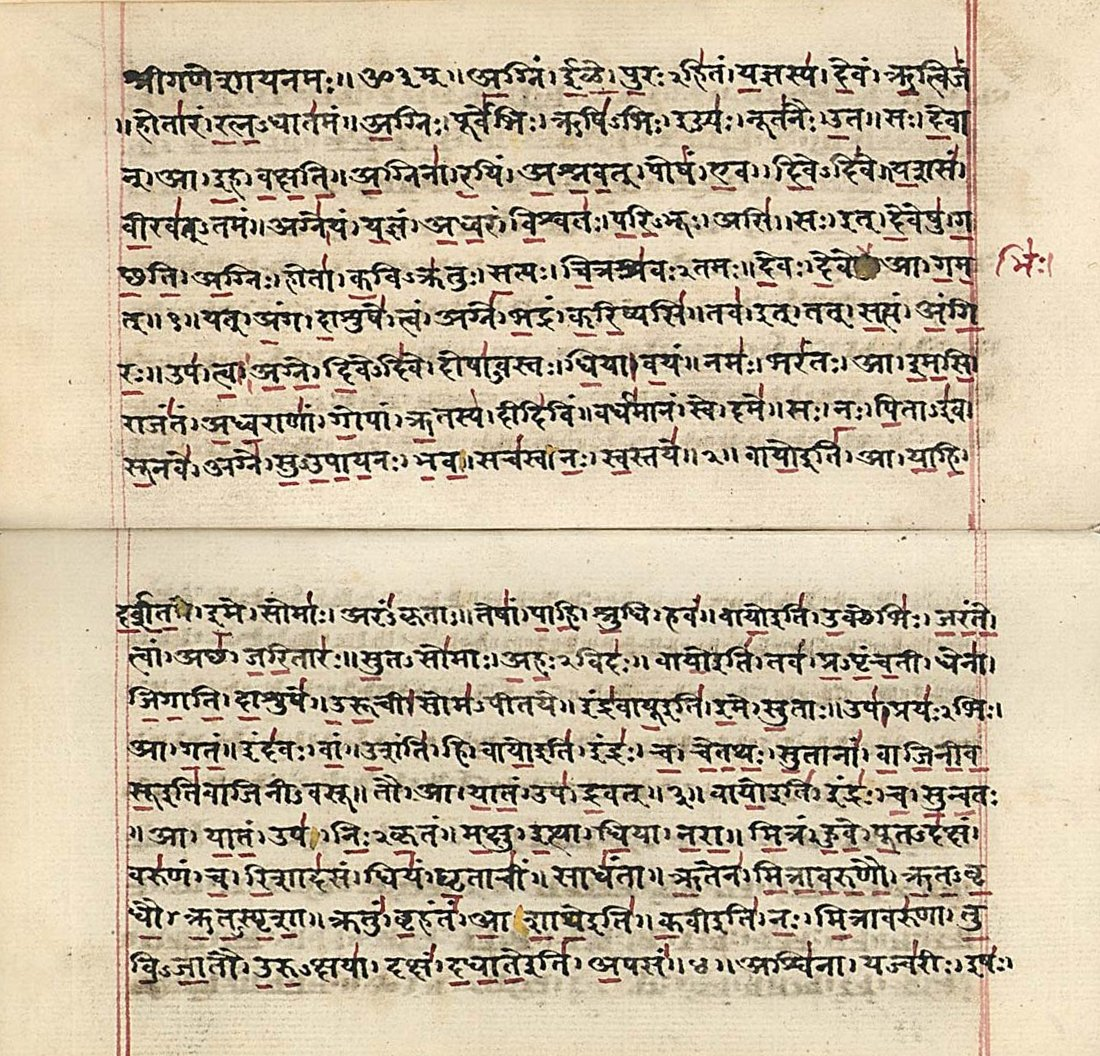
リグ・ヴェーダ。

ラッブラによると、1911年の『リグ・ヴェーダ賛歌』の出版はホルストの成熟にとって記念碑的な出来事だったという。「実のところこれ以前には、ホルストの音楽は常に彼の持ち味であった語法の清澄さを呈してはいたが、和声的には彼を現代音楽の中で抜きんでた重要人物とする要素が少なかったのだ。」ディッキンソンはこうしたヴェーダに基づく歌曲を宗教的というより絵画的であると評する。出来具合は様々でありながらも、聖句のテクストは明らかに「作曲者の創造力の中にある生命の泉に触れていた」という。ホルストがインドの韻文に付した音楽は概して西洋的な性格に留まっているが、ヴェーダを用いた歌曲の一部では実験的にインドの旋法であるラーガを使用している。
室内オペラ『サーヴィトリ』（1908年）は3人の独唱者、小規模な表に出ない合唱、フルート2、コーラングレと2群の弦楽四重奏という楽器隊の編成で書かれている。音楽評論家のジョン・ウォラックは、ホルストが少ない編成を配した「並みならぬ表現の機微」に寄せてこう述べる。「作品の始まりを告げる2人の独唱者の旋律線が、巧みに死とサーヴィトリを関係づける。死は森を進んでおり、サーヴィトリの慄いた応答が彼の周囲をはためくが、彼の和声に引き寄せられることから逃れることが出来ない。」ヘッドはこの作品が同時代にあってはそのこじんまりとした親密さで特異であると評し、さらにホルストが自らの音楽でワーグナー風の半音階主義による支配を終了させようとした試みの中で、最も成功を収めていると考えている。ディッキンソンはこの作品が重要な一歩であったと考えるが、それは「オペラに向かうものではなく、[ホルストの]理想像の慣用的追求に向かっている」という。カーリダーサのテクストに関して、ディッキンソンは『雲の使者』（1910年-1912年）を「とりとめのない出来事、ご都合主義の劇的エピソード、そして恍惚的感情の迸りの寄せ集め」であり、同時代の作曲者の創作活動の迷走を示すものとして低く見ている。ディッキンソンの見立てによると、『2つの東洋画』（1911年）は「最終的により記憶に残りやすいカーリダーサの印象」を与えるという。

#### 民謡その他の影響
インドのテクストへの曲付けは、1900年から1914年の期間のホルストの楽曲のごく一部を占めたに過ぎなかった。彼の音楽が成熟を迎えるにあたって非常に重要だったのは、イングランドの民謡復興であった。そのことは管弦楽組曲『サマーセット狂詩曲』（1906年-1907年）において明らかである。この作品は当初、11の民謡主題を下敷きに制作される予定であったが、後に4つへと削減された。同曲がヴォーン・ウィリアムズの『ノーフォーク狂詩曲』への類縁性を持つことに目を付け、ディッキンソンは楽曲の全体的な構造により、ホルストの楽曲は「歌曲選集（中略）の水準を超えた高みにいる」と述べている。ホルストがイングランド民謡を発見したことで「彼の管弦楽書法が変容」し、『サマーセット狂詩曲』の作曲は彼の初期作品において支配的であった半音階主義を追いやるのに大きな役割を果たしたと、イモージェンは認識している。1906年の『2つの無言歌』では、ホルストは民謡のイディオムを使用しつつ独自の音楽を生み出せることを示してみせた。やはり1906年に書かれた管弦楽による民謡幻想曲『西の風』は、作曲者自身に取り下げられて出版されることはなかったが、1980年代になってジェイムズ・カーナウによる木管バンド用編曲の形で世に出された。
第一次世界大戦開戦前の数年間、ホルストは様々なジャンルの作品を作曲した。マシューズは1908年の組曲『ベニ・モラ』において北アフリカの街を想起させる部分が、それまでで最も個性的な楽曲であると考える。第3曲では4小節の主題が絶え間ない繰り返しを受け、ミニマリズムの先駆けのようである。軍楽バンド向けには第1組曲（1909年）と第2組曲（1911年）をの2つの組曲を作曲しており、前者は金管バンドの定番曲であり続けている。この作品は非常に独創的かつ重要な楽曲であり、ショートが述べるところの「バンドのレパートリーに浸透していた一般的な編曲ものやオペラ選集」から脱却する契機となった。同じく1911年に書かれた『ヘクバの嘆き』はギルバート・マリーが翻訳したエウリピデスに曲を付けたもので、ディッキンソン曰く7拍子の繰り返しがヘカベーの神聖な憤怒による反抗を表現しているのだという。1912年には2つの詩篇への曲付けを行っており、そこで彼は単旋聖歌による実験を行っている。同じ年には長い人気を獲得した『セントポール組曲』（ディッキンソンによると「陽気だが退行的な」楽曲）が生まれ、大規模な管弦楽作品『Phantastes』が失敗に終わっている。

### 全盛期

#### 『惑星』

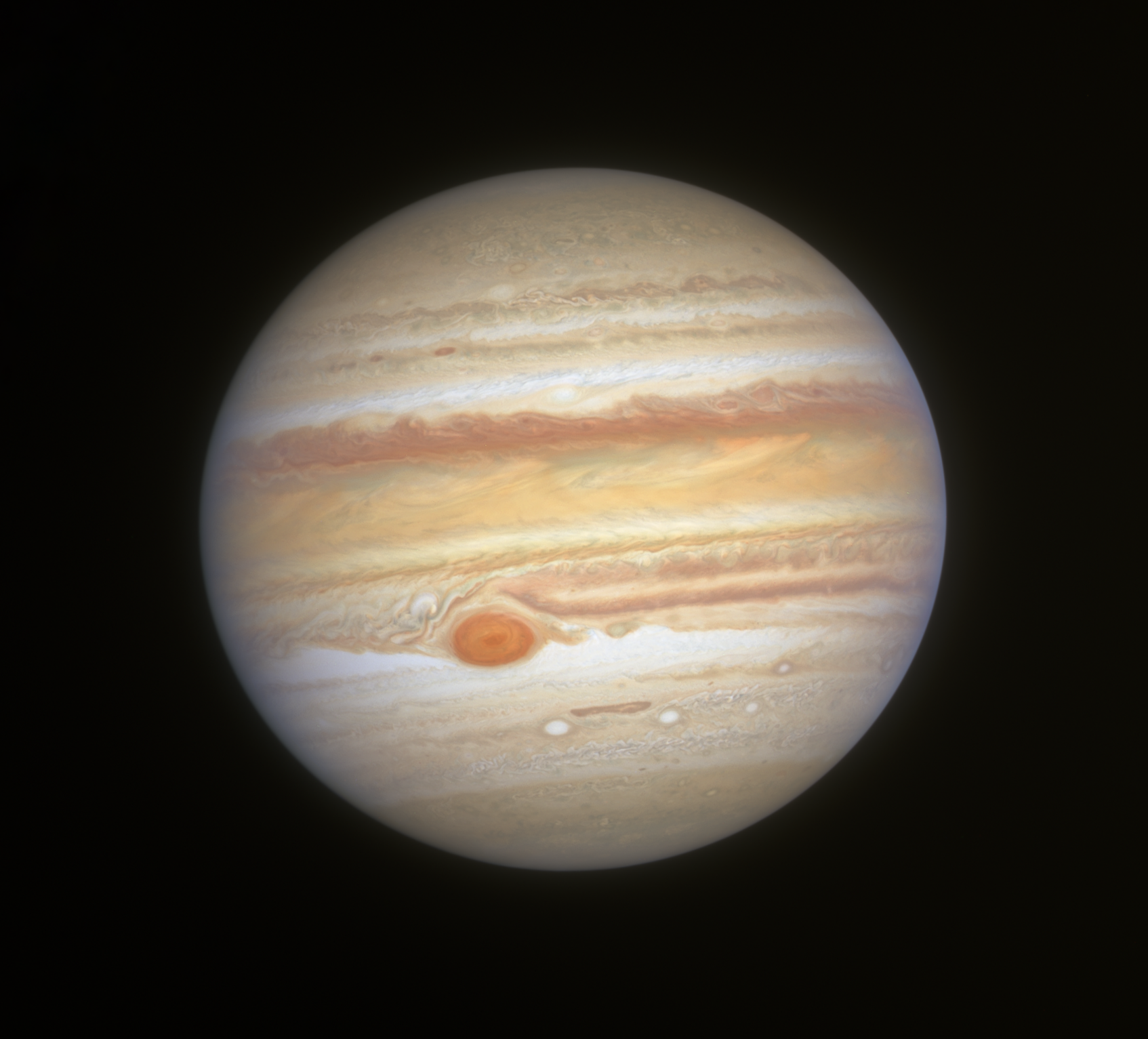
木星。

ホルストは1913年に『惑星』の着想を得た。ひとつには彼が占星術に対して関心を持っていたからであり、もうひとつには『Phantastes』では失敗したものの大規模管弦楽作品を制作しようという決意があったからである。選択された形式はシェーンベルクの『5つの管弦楽曲』に影響を受けている可能性があり、またマシューが提唱するのはドビュッシーの『夜想曲』もしくは『海』と美学的ななにがしかに共通するところがあるということである。ホルストが『惑星』の作曲に着手したのは1914年であった。楽曲は最終的な曲順の通りに生まれていったわけではない。「火星」が最初に書き上げられ、「金星」、「木星」が続いた。「土星」、「天王星」、「海王星」の各曲は1915年に作曲され、「水星」が1916年に完成された。
それぞれの惑星は異なった性格付けをされている。ディッキンソンは「他の星から色彩を借りている惑星はない」と述べる。「火星」では、5拍子で不均等なリズムの塊が執拗に繰り返され、トランペットの咆哮と不協和な和声が組み合わされる。これによってもたらされる闘争の音楽について、ショートはその暴力と険しい恐怖の表現は独特であり「ホルストの意図は英雄的行為を美化することではなく、むしろ戦争の現実を描き出すことにある」と断言する。「金星」では、ホルストは放棄された声楽作品である『ペンテコステの徹夜祷』から楽想を流用して開始部分とした。曲中の至るところで聞かれる雰囲気は平和な諦観と郷愁である。「水星」は不揃いな拍子と主題の急速な変化に支配されており、羽の生えた使者の素早い飛行を表現する。「木星」は中間部の旋律「サクステッド」が高名で、ディッキンソンの見解では「幻想的な休息、その中では多くの者がひそやかな歓びから距離を保っている」という。この曲は後に愛国的賛歌『我は汝に誓う、我が祖国よ』に用いられており、それはホルスト自身も加担して行われたことであったにもかかわらず、ディッキンソンや他の評論家は非難を浴びせている。
ホルストは「土星」にも過去の声楽作品である『Dirge and Hymeneal』を下敷きとして用いており、繰り返される和音が容赦なく歩み寄ってくる老いを表現する。続く「天王星」にはベルリオーズの『幻想交響曲』やデュカスの『魔法使いの弟子』の要素が盛り込まれ、「わずか数小節の間に曲の音響的推進力がfffからpppへと減じ」ることで魔法使いが「ひと吹きの煙の中へ消える」様を描き出している。終曲にあたる「海王星」では歌詞のない女声が徐々に後退して閉じられ、ウォラックはその効果を「未解決の恒久性（中略）宇宙に終わりがないが故に決して終わることのない、しかし永久の沈黙へと漂い去っていく」様子になぞらえている。『我は汝に誓う、我が祖国よ』では妥協を許しはしたが、ホルストは作品全体が一体であることを主張し、各曲を独立して演奏することに反対した。にもかかわらず、この作品は「BGMとして断片化して引用される状態に苦しめられてきた」とイモージェンは記している。

#### 円熟期

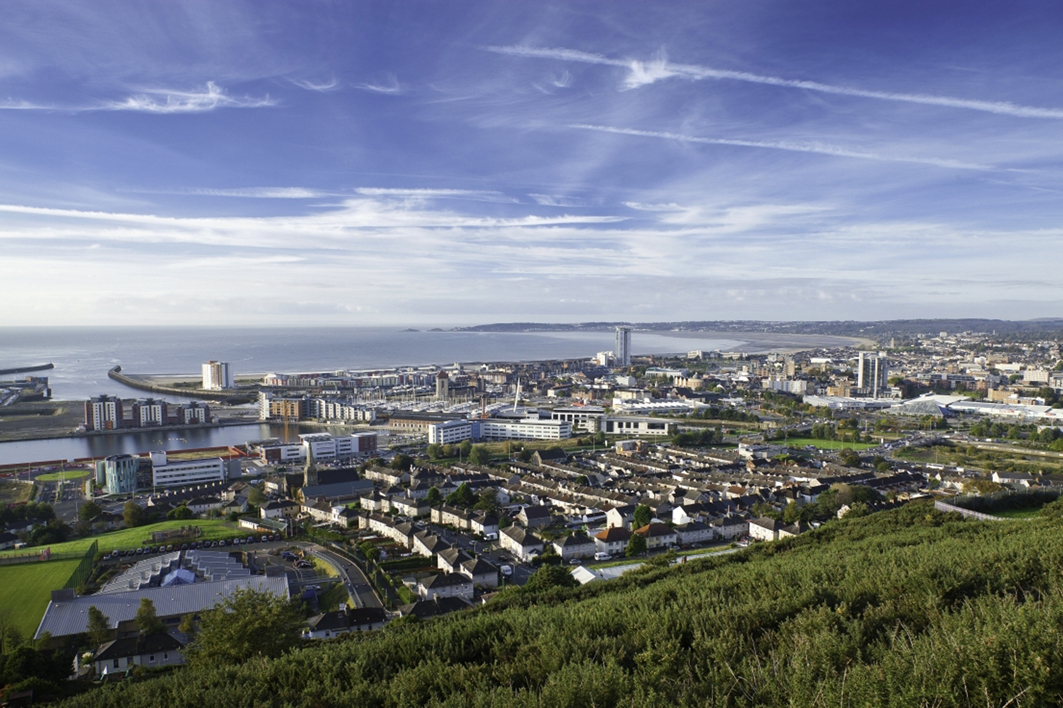
スウォンジーの風景。

『惑星』の作曲期間及びその後の時期に、ホルストは多数の声楽曲、合唱曲を作曲もしくは編曲しており、その多くは1916年から1918年の戦中のサクステッドのウィツァン音楽祭のためのものだった。1916年の『6つの合唱民謡』はウェスト・カントリーの楽曲に基づいており、中でも「スウォンジーの町」はその「洗練された音色」により最も記憶に残りやすいとディッキンソンは看做している。ホルストはそうした音楽は「芸術の限定的な形」であり、そこでは「マンネリ化はほぼ避けようがない」として軽視していた。しかし、作曲家のアラン・ギブズはこの曲集が少なくともヴォーン・ウィリアムズの『5つのイギリス民謡』（1913年）に比肩するものであると考えている。
『惑星』に続くホルストの最初の大規模作品は、1917年に完成された『イエス賛歌』である。歌詞はヨハネの使徒言行録、グノーシス主義のテクストから採られており、ホルストがクリフォード・バックスとジェーン・ジョゼフの助けを借りてギリシャ語から翻訳したものを用いている。ヘッドは『イエス賛歌』の革新的性格について次のようにコメントしている。「ホルストはヴィクトリア朝やエドワード朝の感傷的なオラトリオを一気に投げ捨て、例えばジョン・タヴナーが1970年代に書くことになるような作品の先駆けを創り出した。」マシューズはこの作品の「恍惚とした」特色に並ぶイングランドの音楽は「おそらくティペットの『聖オーガスティンの幻影』だけであろう」と記した。音楽的要素には単旋聖歌、対話を強調するために離れて配置された2群の合唱、舞踏的エピソード、そして「爆発的な和声的混乱」が含まれている。
『死への頌歌』（1918年-1919年）の静謐な、諦観した雰囲気は『イエス賛歌』の人生を豊かにする精神性の後の「急激な方向転換」であるとマシューズは見ている。この作品についてウォラックは遠くに静けさがあると言及しており、イモージェン・ホルストはホルストの死に対する私的な態度を表明しているのだと考える。この曲は1922年の初演以来滅多に演奏されないが、作曲家のアーネスト・ウォーカーはそれまでのホルストの最良の作品であると考えていた。
大きな影響力のあった評論家のアーネスト・ニューマンは『どこまでも馬鹿な男』こそが「現代イギリスのオペラの最高峰」であると考えたが、この作品は『タイムズ』紙から「華麗なパズル」と評されたような、約1時間という例外的に短い上演時間、パロディー風で気まぐれな性質によりオペラの本流の外側に置かれてしまっている。このオペラからは、同じく『タイムズ』紙が「華麗な瞬間により煌めく作品中で最も華麗なもの」と称したバレエ音楽のみが1923年以降も敵的に演奏されている。ホルストによるリブレットは批判の的となったものの、エドウィン・エヴァンズはオペラ中で歌唱されている言葉が聞き取れるよう珍しい取り扱いがなされていると述べている。

### 後期作品

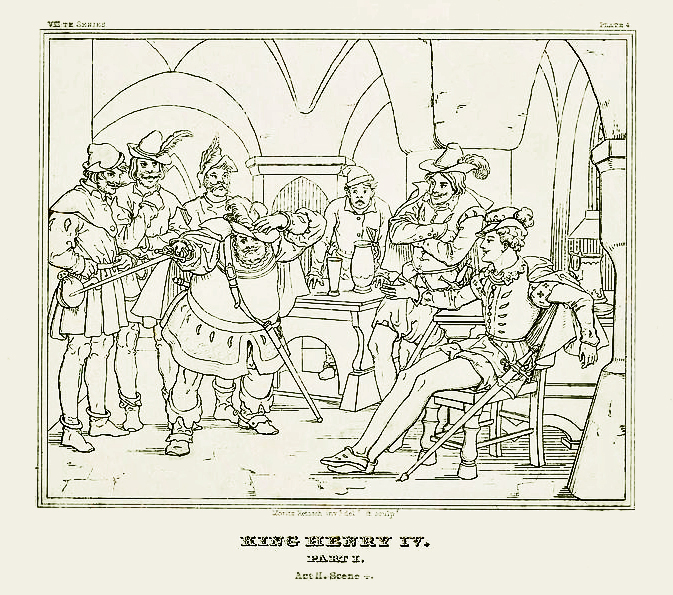
『ヘンリー四世 第1部』から「猪の頭」の場面（線画、1853年）。

1924年に休養を余儀なくされるまで、ホルストは対位法へ新たな関心を寄せており、1922年の『フーガ風序曲』や1923年のフルート、オーボエと弦楽合奏のための新古典主義的『フーガ風協奏曲』にそれが表れている。最後の10年間で彼は歌曲や小規模作品を、大規模作品と合わせたり時には新たな試みを行ったりした。各楽器が異なる調性で演奏する1925年のフルート、オーボエとヴィオラのための三重奏曲は、イモージェンにホルストの室内楽曲で唯一の成功作品として挙げられている。1924年に完成された『合唱交響曲』に関して、本物の良質を備えた複数楽章に続く終楽章はとりとめがなく拍子抜けであるとマシューズは記している。最後から2番目のオペラ『猪の頭』（1924年）はシェイクスピアの『ヘンリー四世 第1部』と『同 第2部』の居酒屋の場面を基にして書かれている。大部分がセシル・シャープが収集したイングランドの旋律やその他のコレクションから採られたその音楽には、速度と活気がある。同時代の評論家であるハーヴィー・グレースは、独自性に欠けることは「作曲者が素材を取り扱うことが、素材を創作すること同様の説得力を示すことができる」側面であると述べ、考慮から外している。
『エグドン・ヒース』（1927年）は『惑星』以来初となるホルストの大規模管弦楽曲である。マシューズはこの音楽は「3つの主要要素により捉えどころがなく、予測不能である：それらは、生気なく彷徨う[弦楽器のための]旋律、悲し気な金管の行進、弦楽器とオーボエのための落ち着きのない音楽である」と要約している。終盤にかけての神秘的な舞曲については、「奇妙な作品中の最も奇妙な瞬間」であるとマシューズは述べる。『Music & Letters』誌のリチャード・グリーンは、この作品を「シチリアーノのリズムによる簡素な、1歩ずつの、揺れるリズムを持つラルゲットの舞曲」と評するが、『惑星』で見られた力感を欠いており、時に聴衆にとって単調に聞こえると表現する。より大衆的な成功を収めたのは、1928年に全英ブラスバンド選手権大会の課題曲として書かれたブラスバンドのための『ムーアサイド組曲』である。曲は国北部の金管合奏音楽の伝統の範疇で書かれているが、ショートはこの組曲に見紛うことのないホルストの印が刻まれていると述べる。それは「最初のスケルツォでの跳ねるような6/8拍子から、終曲となる行進曲で活発に旋律を作る4分音符まで[刻まれており]、間に挿入される夜想曲は『土星』における遅い動きの行進への家族的類似を有している。」『ムーアサイド組曲』は『ミュージカル・タイムズ』誌に2017年に掲載された論文で大規模な修正論を提示されている。『エグドン・ヒース』が交響曲として委嘱を受けた作品であったことを受け、論文はこのブラスバンド作品の交響的性質を明らかにしている。
この後、ホルストはクリフォード・バックスのテクストを用いて陽気な調子のオペラに取り組んだ。オペラへの最後の取り組みとなる『放浪学者』（1929年-1930年）である。イモージェンはその音楽について「スケルツァンドの（遊び心のある）気分で最高の状態のホルスト」であると言及する。ヴォーン・ウィリアムズはその活気ある民謡調のリズムにコメントを寄せ「このオペラには《少しだけ》6/8拍子が多過ぎると思うかね?」と述べた。ショートの述べるところでは、開始部のモチーフが特定の性格を持たせられずに複数回再登場するが、これによって作品に音楽的統一感が与えられるという。
ホルストは最後の数年で大規模作品は数曲しか作曲しなかった。1930年の『合唱幻想曲』はグロスターのスリー・クワイア・フェスティバルのために書かれた。曲の開始と終了にはソプラノの独唱者があてられ、合唱、弦楽合奏、金管と打楽器を要する。さらに充実したオルガン独奏が入り、これはイモージェン・ホルスト曰く「『エグドン・ヒース』の《巨大で神秘的な》孤独のなにがしかを知っている」のだという。未完成に終わった最後の交響曲を除くと、ホルストの残りの作品は小編制で書かれている。1932年の8つのカノンは彼の教え子たちに捧げられた作品であるが、イモージェンの見立てではこの作品は大半のプロの歌手にすら恐るべき試練を課すものだという。『ブルック・グリーン組曲』はセント・ポール女学校の管弦楽団のために書かれており、遅まきながら『セントポール組曲』と対になる楽曲である。ヴィオラと小管弦楽のための『抒情的断章』（1933年）はライオネル・ターティスのために作曲された。静かでありかつ瞑想的で、独奏者にあまり技巧性が要求されないこの作品が、ヴィオラ奏者の間で人気を獲得するのは遅かった。『ペンギン・ミュージック・マガジン』誌のロビン・ハルは、この作品の「澄み切った美しさ - 他の作曲家の芸術とは見間違えようのないもの」を賞賛したが、ディッキンソンの考えによると同曲は「脆弱な創作物」に留まっている。ホルスト最後の作品となる、構想に終わった交響曲のスケルツォ楽章には、彼の過去の音楽の多くで特徴となっていたものが特色として含まれており、ショートによれば「ホルストの管弦楽芸術の要約」となっているという。ディッキンソンはこの作品にみられる幾分くだけた素材の集まりからは、書かれていたかもしれない交響曲に関する示唆はあまり得られないと論じている。

## 録音
ホルストは自作を指揮して複数の録音を残している。コロンビア・グラモフォンへは1922年にアコースティック録音によりロンドン交響楽団と『ベニ・モラ』、『行進の歌』、そして『惑星』全曲を録音した。録音に由来する制約により「海王星」の最後で女声が次第にフェードアウトしていく様は表現できておらず、効果的な低音を得るために低弦をチューバと置き換える必要があった。1925年には名称不詳の弦楽オーケストラと組んだ『セントポール組曲』と『田園の歌』の録音がある。コロンビア社と競っていたグラモフォン・カンパニーからはアルバート・コーツの指揮、名称不詳の管弦楽団の演奏により、同じレパートリーから一部の楽曲の録音が制作された。電気録音が導入されて音質が劇的に改善されると、ホルストとロンドン交響楽団は1926年にコロンビア社で『惑星』の再録音を行った。
LP盤の初期にはホルストの音楽で音盤になるものはほとんどなかった。1955年版の『レコード・ガイド』誌に掲載されているホルスト作品は僅か6曲、『惑星』（HMVとNixaへのボールトの録音、デッカへのマルコム・サージェントの録音）、バレエ音楽版『どこまでも馬鹿な男』、『セントポール組曲』、そして3つの短い合唱作品のみであった。ステレオLPからCDの時代になると、世界中の楽団と指揮者による数多くの『惑星』の録音が生まれた。21世紀のはじめまでには管弦楽曲、合唱曲のうち有名作品の大半、無名作品の多くの音源が発売されてきた。2008年版の『ペンギン・ガイド』誌には、7ページにわたってホルスト作品を収めたCDが列挙されている。オペラに関しては『サーヴィトリ』、『放浪学者』、『猪の頭』が録音されている。

## 遺産
ホルストは民謡について、おそらく他のイングランドの作曲家よりも、本能的にその重要性への理解を獲得したとウォラックは強調している。民謡の中に彼は「旋律がいかに構成されるのかということのみならず、円熟の芸術的語法の発展に対するいかなる示唆があるかについて、新たな思想」を見出したのである。ホルストは作曲の楽派というものを形成したり導いたりすることはなかったが、同時代人にも後進にも影響を及ぼした。ショートによるとヴォーン・ウィリアムズはホルストを「私の音楽が受けた最大の影響」と評したというが、マシューズは2人は互いに等しく影響を与えあったのだと主張する。後の作曲家の中ではショートはマイケル・ティペットがホルストの「最も重要な芸術的後継者」であると認識しているが、それは作曲様式の面、そしてモーリー・カレッジの音楽監督を引き継ぎ同校でホルストの音楽精神を維持したという面の両面による。ホルストとのかつての出会いについて、ティペットは後年次のように書いている。「ホルストは鋭い精神的視点によって、私のただ中を見ているかのようだった。」ケネディはこう述べる。「新しい世代の聴き手は（中略）彼らがブリテンやティペットの音楽において称賛しているものの多くの起源をホルストに認めた。」ホルストの弟子であったエドマンド・ラッブラは、自らや他の若いイングランドの作曲家たちが、いかにホルストのスタイルの省力さを取り入れていったのかを認めている。「いかなる熱意をもって我々が骨組みまで音楽を削ぎ落していったことか。」
ショートはホルストに負うところのあるイングランドの作曲家として特にウィリアム・ウォルトンとベンジャミン・ブリテンを引き合いに出し、ホルストの影響はさらに離れたところでも感じられる可能性があると論じる。なによりも、ホルストは祭典、祝典、儀式、クリスマスキャロル、もしくは簡素な讃美歌など、実用的な目的のために音楽を提供することが作曲家の義務であると信じる人々のための作曲家であったとショートは認識している。こうして、ショート曰く「[ホルスト]の主要作品を一度も聴いたことのない多くの人々（中略）であっても『木枯らし寒く吹きすさび』のようなキャロルの小さな傑作を聴き、歌うことで大きな喜びを得ているのである。」

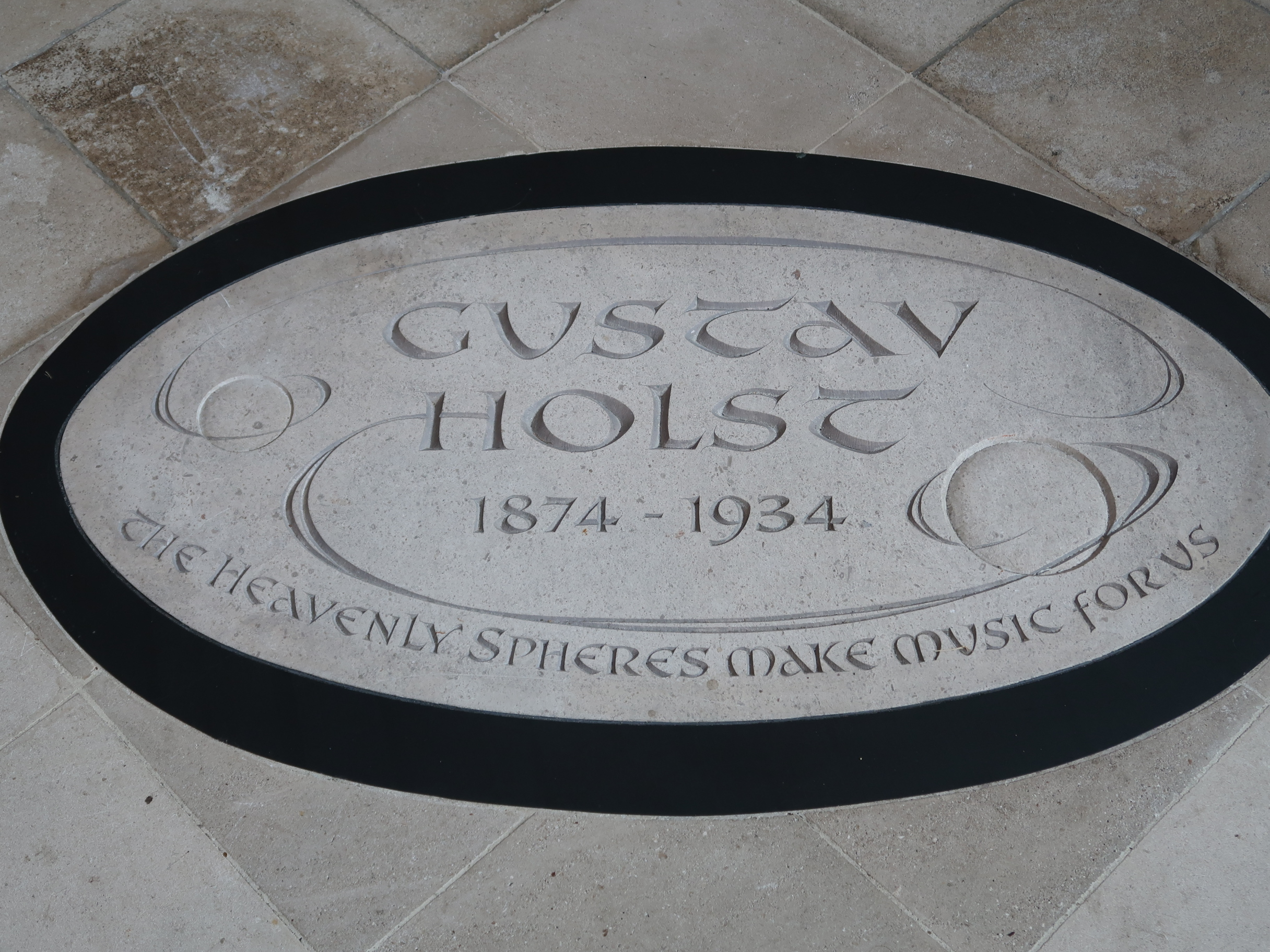
チチェスター大聖堂にある記念銘板。

2009年9月27日、ホルストを記念するコンサートを週末にチチェスター大聖堂で催したのち、彼の死後75年を記念する新たな記念銘板が除幕された。そこには『イエス賛歌』から次のテクストが刻まれた。「天国的な天体群が我々へと音楽を授ける」。2011年4月にBBCはテレビドキュメンタリー『Holst: In the Bleak Midwinter』を放送してホルストの生涯を描き、とりわけ社会主義と労働者の主張への肩入れに焦点を当てた。ホルストの生家であるチェルトナム、ピットヴィルのピットヴィル・テラス4（後にクラレンス・ロード4と呼ばれるようになった）には、現在ホルスト博物館が開館しており、訪問客を受け入れている。
ホルストの楽曲のうちでは『惑星』がずば抜けてよく知られ、とくに「木星」の中間部にはさまざまな歌詞がつけられて、編曲されている（『サクステッド』および『我は汝に誓う、我が祖国よ』を参照）。それ以外の曲が使われることは少ないが、ビリー・アイリッシュの2021年のアルバム『ハピアー・ザン・エヴァー』に収録された「ゴールドウィング」が、ホルストの『リグ・ヴェーダからの合唱讃歌第3集』作品26（1910年）の第3曲のヴェーナ賛歌をそのまま使っていることが話題になった。